# Fanny Carbonnel
Fanny Margaux Juliette Carbonnel (* 17. April 1988 in Avignon, Provence) ist eine französische Schauspielerin.

## Leben
Im Alter von 15 begann Carbonnel sich für die Schauspielerei zu interessieren. So zog sie nach Paris und später nach London um. Carbonnel wirkte in mehreren Spielfilmen und Fernsehserien mit. Sie ist für ihre Rolle der Mrs. Goldstein im Film „Phantastische Tierwesen und wo sie zu finden sind“ bekannt.

## Filmografie (Auswahl)
- 2009: Je vais te manquer
- 2009: La maîtresse du président (Fernsehfilm)
- 2011: Scattered Explorations
- 2012: Rapid Changes (Kurzfilm)
- 2004: Section de recherches (Fernsehserie)
- 2013: Ishkq in Paris
- 2013: Le grand méchant loup
- 2013: Allies (Kurzfilm)
- 2015: Wait
- 2015: SODA: le rêve américain (Fernsehserie)
- 2016: Gibberish (Kurzfilm)
- 2016: Phantastische Tierwesen und wo sie zu finden sind